# Aztekium

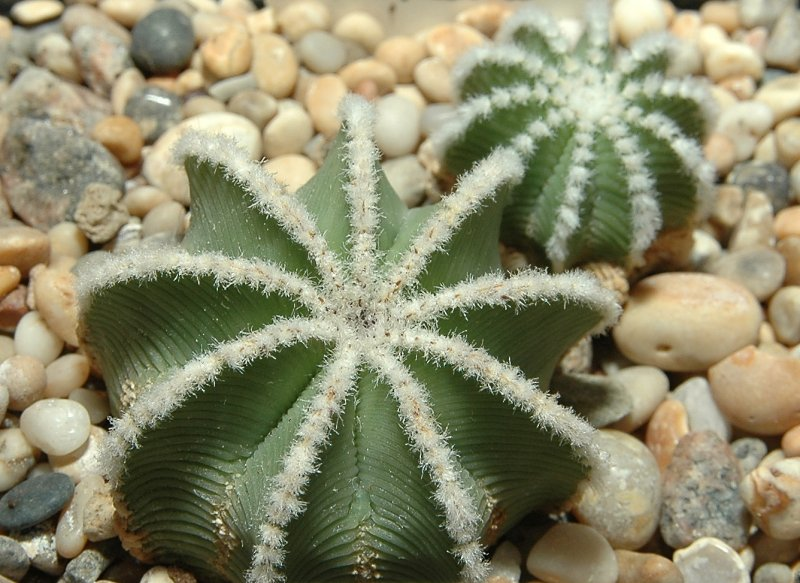
Aztekium hintonii

Aztekium ist eine Pflanzengattung aus der Familie der Kakteengewächse (Cactaceae). Der botanische Name wurde von Friedrich Bödeker gewählt, weil ihn die Gestalt der Pflanzen von Aztekium ritteri an die Skulpturen der Azteken erinnerte.

## Beschreibung
Die Pflanzen der Gattung wachsen einzeln oder bilden Gruppen, deren Körper nahezu kugelförmig bis etwas zylindrisch sind und einen niedergedrückten, wolligen Scheitel haben. Ihre ausgeprägten Rippen haben oft eine Furche und Rippchen, auf denen zahlreiche, kleine Areolen entlang ihrer Kante sitzen. Aus den jungen Areolen entspringen 1 bis 3 gräulich weiße, häufig gebogene oder verdrehte Dornen, die jedoch bald abfallen. Die Pflanzen besitzen eine Rübenwurzel.
Die weißen, mit einem mehr oder weniger rosafarbenen Mittelstreifen, oder magentaroten Blüten erscheinen an der Spitze der Pflanze und öffnen sich am Tag.
Die kahlen, leicht länglichen Früchte sind in der Wolle des Scheitels versteckt. Die glänzenden, bräunlich schwarzen Samen sind bis zu 1 Millimeter lang und messen etwa 0,5 Millimeter im Durchmesser. Das Hilum wird vom Samenanhängsel (Strophiola) verdeckt.

## Verbreitung und Systematik
Die Arten der Gattung Aztekium sind in der Sierra Madre Oriental im mexikanischen Bundesstaat Nuevo León verbreitet, wo sie auf Kalkstein- und Gips-Felsen wachsen.
Die 1929 von Friedrich Bödeker aufgestellte Gattung war lange Zeit monotypisch. Erst etwa 1990 gelang Georg Hinton die Entdeckung einer zweiten, heute nach ihm benannten Art. Die Typusart der Gattung ist Aztekium ritteri. 

### Systematik nach N.Korotkova et al. (2021)
Die Gattung umfasst folgenden Arten:
- Aztekium hintonii Glass & W.A.Fitz Maur.
- Aztekium ritteri (Boed.) Boed.
- Aztekium valdezii Velazco, M.A.Alvarado & S.Arias[3]

### Systematik nach E.F.Anderson/Eggli (2005)
Die Gattung umfasst folgende Arten:
- Aztekium hintonii Glass & W.A.Fitz Maur.
- Aztekium ritteri (Boed.) Boed.

## Nachweise